# Montalegre (freguesia)
Montalegre is een plaats (freguesia) in de Portugese gemeente Montalegre en telt 1817 inwoners (2001).